# Taavi Rõivas
Taavi Rõivas (født 26. september 1979) er en estisk politiker og Estlands statsminister fra 26. marts 2014 til 9. november 2016, da han blev væltet ved et mistillidsvotum i Riigikogu, samt leder af Reformpartiet siden 6. april 2014.
Før han tiltrådte som statsminister, var Rõivas socialminister (2012-2014). Den 14. marts 2014 blev han valgt som efterfølger til statsminister Andrus Ansip af den estiske præsident Toomas Hendrik Ilves, og indledte derefter forhandlinger mellem Reformpartiet og Socialdemokraterne om at danne en ny regering. Aftalen blev underskrevet den 20. marts, og valget som statsminister blev efterfølgende godkendt af det estiske parlament, Riigikogu, den 24. marts. Han tiltrådte embedet som statsminister efter, at præsidenten havde godkendt hans foreslåede regering den 26. marts. Rõivas var den yngste regeringschef i Den Europæiske Union.
Rõivas anden koalitionsregering trådte tilbage efter et mistillidsvotum vedtaget den 9. november 2016, som også koalitionspartierne støttede i vrede over den måde, regeringen fungerede på. Den 23. november efterfulgtes han på statsministerposten af lederen af Keskerakond Jüri Ratas.